# Rituximab
Rituximab är en monoklonal antikropp som dödar B-celler genom att binda till cellyteproteinet CD20.
Det används vid Non-Hodgkins lymfom, vid vissa former av leukemi samt för att motverka bortstötning av transplanterade organ. Rituximab har även visat sig vara effektiv vid autoimmuna sjukdomar såsom multipel skleros. 
En oro som uppstår vid kontinuerlig behandling med rituximab är svårigheten att inducera ett påtagligt vaccinsvar. Detta uppmärksammades ytterligare under COVID-19 pandemin. I en studie utvecklade 9 av 10 personer med multipel skleros under behandling med rituximab med 40 eller fler B-celler/µL skyddande nivåer av antikroppar efter vaccination med Comirnaty.
Ytterligare en handfull antikroppar med samma funktion har framställts (ocrelizumab, ofatumumab, obinutuzumab), men dessa har inte kommit i bruk i sjukvården.  